# 陈炉镇
陈炉镇，是中华人民共和国陕西省铜川市印台区下辖的一个乡镇级行政单位。

## 行政区划
陈炉镇下辖以下地区：
上街社区、咀头社区、穆家庄村、双碑村、那坡村、北沟村、新兴村、关家咀村、永兴村、马家科村、马家河村、雷家坡村、潘家河村、育寨村、上店村、东罗山村、林场村、枣村、东山村和立地坡村。